# Daniel Frederik Eschricht
Daniel Frederik Eschricht, född 18 mars 1798 i Köpenhamn, död 22 februari 1863, var en dansk fysiolog och naturforskare.
Eschricht blev 1829 lektor och 1836 professor i fysiologi och anatomi vid Köpenhamns universitet. Han var en ansedd forskare inom såväl fysiologin som den jämförande anatomin. Han var även en utmärkt lärare, som i hög grad förstod att väcka intresse för sin vetenskap hos alla kategorier av åhörare. Han skrev Haandbog i physiologien (1834-41; omarbetning 1851), Tolv foredrag över læren om livet (1850; på svenska "Det physiska lifvet, framstäldt i populära föreläsningar", 1858), Folkelige foredrag (1855-59) och en avhandling om Kaspar Hauser (1858), i vilken han sökte visa, att Hauser var en "idiot". I "Det Kongelige Danske Videnskabernes Selskabs" handlingar publicerade han delvis grundläggande undersökningar om valarna (åtta avhandlingar, 1843-62) och om salperna (1841). Han invaldes som utländsk ledamot av Vetenskapsakademien i Stockholm 1842.